# Stenelmis cheryl
Stenelmis cheryl is een keversoort uit de familie beekkevers (Elmidae). De wetenschappelijke naam van de soort werd in 1987 gepubliceerd door Brown.